# Королькевич, Владимир Петрович
Владимир Петрович Королькевич (16 августа 1930, посёлок Ленинский, Почепский район — 19 января 2016) — организатор сельскохозяйственного производства, Герой Социалистического Труда.

## Биография
Родился в посёлке Ленинском Почепского района (ныне Брянская область).
С 13-летнего возраста работал в колхозе сначала помощником сапожника, валенщика, бондаря, потом пастухом и трактористом. Награждён медалью «За доблестный труд в период Великой Отечественной войны».
Окончил техникум, работал счетоводом колхоза, инструктором райкома КПСС, главным агрономом колхоза имени Первого мая.
После учёбы в школе подготовки руководящих кадров был направлен в отстающий колхоз «Сталинград» (позже — «Заря коммунизма») Почепского района: заместитель председателя колхоза, парторг, а с 1959 по 1974 год — председатель колхоза. За 15 лет превратил его в лучшее хозяйство Брянской области.
30 апреля 1966 года (в возрасте 35 лет) ему было присвоено звание Героя Социалистического Труда. Он награждён двумя орденами Ленина, орденами Октябрьской революции и Трудового Красного Знамени, многими медалями СССР и ВДНХ.
Трижды избирался депутатом Верховного Совета РСФСР.
С 1975 года работал председателем Почепского райисполкома, директором областного объединения «Сортсемовощ», директором объединения «Брянскагроздравница».